# 全日本滑雪联盟
公益財團法人全日本滑雪聯盟（简称SAJ）是以举办全日本滑雪锦标赛，进行单双板滑雪技术指导与普及，促进大众滑雪爱好者身心健康发展为目的，于1925年设立的組織。此协会是日本体育协会、国际滑雪联合会（FIS）、国际滑雪教育联盟成员。

## 历史沿革
- 1922年，大日本体育协会成立滑雪部
- 1925年，全日本滑雪聯盟成立（会员20个）
- 1926年，全日本滑雪聯盟成为国际滑雪联合会（FIS）成员
- 1938年，制定了滑雪指導員制度
- 1942年，因为第二次世界大战爆发，全日本滑雪聯盟解散。
- 1945年，全日本滑雪聯盟重启
- 1951年，全日本滑雪聯盟重新加入国际滑雪联合会
- 1965年，成为国际滑雪教育联盟成员
- 1967年，SAJ公认滑雪学校制度建立
- 1981年，《全日本滑雪教本》、《初級滑雪教本》发表
- 2009年，接受中国滑雪协会队员来日参加训练[1]
- 2013年，收到内阁府“公益財團法人”认证

## 赛事
- 全日本滑雪锦标赛
- 全日本滑雪技术锦标赛（技術选）[2]

## 外部連結
- 全日本滑雪聯盟 （页面存档备份，存于）